# Абердино-ангуська порода
Аберди́но-ангу́ська — скороспіла м'ясна порода корів. Походить з Шотландії. Поширена в Англії, Новій Зеландії, США, Австралії та ін. країнах. В СРСР завезена 1932.  Розводять абердино-ангуську худобу в окремих господарствах Півдня Росії та в Казахстані. В Україні використовується для міжпородного схрещування.

## Опис
Породу вивели в XIX столітті шотландські заводчики двох графств Абердін і Ангус. Предками ангуса, як скорочено називають корів, були британські комолі корови. Виведені в умовах помірного клімату, корови, тим не менш, чудово себе почувають і в жаркій Австралії та Аргентині, і в більш суворому кліматі Канади, в посушливих степах Казахстану і інших регіонах СНД[уточнити] і Європи.
В період лактації телиця виробляє в середньому 1400-1800 літрів молока, вміст жиру в молоці 3,8—4,0 %. Все молоко дістається теляті, ангусів зазвичай не доять. Ангуси відрізняються міцною статурою і короткими кінцівками, завдяки щільній структурі вовни тварини легко пристосовуються до холодного клімату. Тулуб абердино-ангуської худоби майже циліндричний, ноги короткі, голова безрога, масть чорна, іноді з білими плямами в нижній частині тіла. Середня жива вага корів 550—650 кг, бугаїв — 820—950 кг. М'ясо високої якості, мармурове. Голова невелика з короткою мордою, лоб випуклий, потилиця вузька. Шия коротка, зливається з плечима. Груди широкі, їх ширина до 65 см. Тулуб об'ємний, широкий, довжина до 140 см.